# Пуэйрредон, Онорио
Оно́рио Пуэйрредо́н Фонту́ра Ло́пес (исп. Honorio Pueyrredón Fontoura López, 9 июля 1876 — 23 сентября 1945) — аргентинский политический и дипломатический деятель, юрист и преподаватель.

## Биография
Сын Адольфо Фелисиано де Пуэйрредона и бразильянки Идалины Карнейру да Фонтуры.
В 1896 году окончил юридический факультет Университета Буэнос-Айреса, где позже преподавал. Будучи активным членом Радикального гражданского союза, был назначен президентом Иполито Иригойеном 12 октября 1916 года министром сельского хозяйства, а 30 января 1917 года — министром иностранных дел Аргентины; в это же время возглавлял аргентинскую делегацию на первом заседании Лиги Наций в Женеве и занимал пост вице-президента её первой ассамблеи около 1920 года. На посту министра иностранных дел, Пуэйрредон сумел сохранить нейтралитет Аргентины в Первой мировой войне, несмотря на растущее давление США; кроме того, он пытался организовать союз нейтральных стран Латинской Америки, что бросало вызов интересам США в регионе. В 1924 году назначен послом Аргентины в США и находился в этой должности до 1928 года; в этом же году был главой аргентинской делегации на 6-й Панамериканской конференции, состоявшейся в Гаване в 1928 году.
В 1931 году он был избран губернатором провинции Буэнос-Айрес, но выборы были признаны недействительными и отменены диктатором Хосе Феликсом Урибуру, свергнувшим конституционное правительство Иригойена. Против радикалов прокатилась волна репрессий, и Пуэйрредон был вынужден эмигрировать в Бразилию. Через год он возвращается и снова вступает в ряды РГС. Во время «бесславного десятилетия» находился в ссылках на острове Мартин Гарсия, в Сан-Хулиане и в тюрьме Ушуайя, затем был выслан из страны.
Он умер через несколько лет после возвращения в страну.

## Личная жизнь
Его женой была Хулиета Мейянс Аргерих, от которой у него было восемь детей.
- внук — певец Сесар Пуэйрредон,
- правнучки — певица Фабиана Кантило, политик Патриция Бульрич, министр безопасности Аргентины в 2015—2019 гг.
- праправнук — актёр Сегундо Сернадас.

## Память
- В 1963 году улица Парраль, проходящая через районы Кабальито и Вилья-Креспо Буэнос-Айреса, была переименована в честь Онорио Пуэйрредона[6].